# Nouvelle église de Nazareth
La nouvelle église de Nazareth (Neue Nazarethkirche) était autrefois la seconde église paroissiale de la communauté luthérienne-protestante de Nazareth à Berlin, avec la première, l' ancienne église de Nazareth (construite par Schinkel. Elle se trouve à Wedding au milieu nord de la Leopoldplatz et fait partie de la liste du patrimoine culturel protégé de la capitale allemande. C'est depuis 2016 une Église universelle du Royaume de Dieu.

## Notes

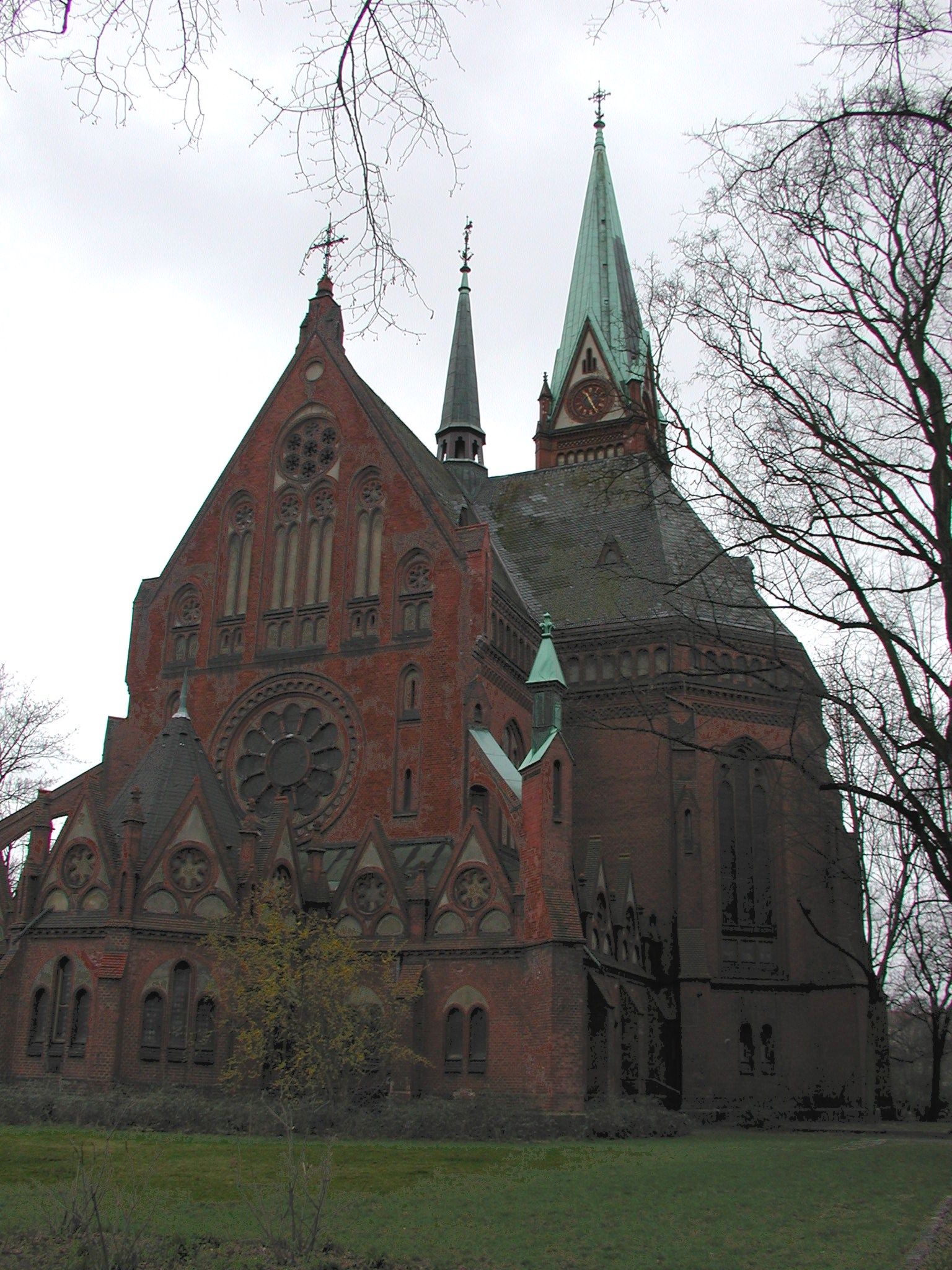
Vue de l'église

## Historique
Lorsque l'ancienne église de Nazareth est devenue trop petite pour accueillir les fidèles de la paroisse qui en comprenait 20 000 en 1878, il a été décidé d'abord de l'agrandir, puis de faire construire une nouvelle église. Celle-ci est bâtie au nord-est de l'ancienne par l'architecte Max Spitta entre 1891 et 1893, en style néogothique. Elle est construite en briques de la Marche de Brandebourg et reçoit son nom de Nazareth, lieu de jeunesse de Jésus. Au contraire de son aînée qui est sans clocher, elle en est pourvue d'un faisant 78 mètres de hauteur, avec une toîture en pointe. L'église est à trois nefs, avec un transept et un chœur rectangulaire, le tout formant une croix symétrique. Elle est consacrée le 10 mars 1893.
L'église est gravement endommagée pendant la bataille de Berlin de 1945. Elle fait partie ensuite de Berlin-Ouest. Elle est restaurée, mais en 1960 le résultat fait que ses peintures murales sont recouvertes de peinture neutre et que le caractère néogothique de l'intérieur est anéanti. Ensuite à partir des années 1970, la baisse de la pratique religieuse rend l'église trop grande. Elle est déconsacrée en 1989.
Peu après en 1991, l' Evangelisch-freikirchliche Gemeinde Gottes Berlin, communauté freikirchlich (en français :  d'Église libre), c'est-à-dire appartenant à une branche protestante non rattachée aux églises protestantes historiques, en obtient l'usage, puis la propriété en 1993. Elle est proche de l'évangélisme américain et en particulier du pentecôtisme, ancré à Berlin depuis 1988. L'église est  prêtée également à d'autres mouvements freikirchlich. En 2003, les anciennes fresques sont redécouvertes. En 2016, l'Église universelle du Royaume de Dieu a acheté le bâtiment.